# 1577 год
1577 (ты́сяча пятьсо́т се́мьдесят седьмо́й) год  по юлианскому календарю — невисокосный год, начинающийся во вторник. Это 1577 год нашей эры, 7‑й год 8‑го десятилетия XVI века 2‑го тысячелетия, 8‑й год 1570‑х годов. Он закончился 448 лет назад.
| Пн | Вт | Ср | Чт | Пт | Сб | Вс |
|    | 1  | 2  | 3  | 4  | 5  | 6  |
| 7  | 8  | 9  | 10 | 11 | 12 | 13 |
| 14 | 15 | 16 | 17 | 18 | 19 | 20 |
| 21 | 22 | 23 | 24 | 25 | 26 | 27 |
| 28 | 29 | 30 | 31 |    |    |    |

| Пн | Вт | Ср | Чт | Пт | Сб | Вс |
|    |    |    |    | 1  | 2  | 3  |
| 4  | 5  | 6  | 7  | 8  | 9  | 10 |
| 11 | 12 | 13 | 14 | 15 | 16 | 17 |
| 18 | 19 | 20 | 21 | 22 | 23 | 24 |
| 25 | 26 | 27 | 28 |    |    |    |

| Пн | Вт | Ср | Чт | Пт | Сб | Вс |
|    |    |    |    | 1  | 2  | 3  |
| 4  | 5  | 6  | 7  | 8  | 9  | 10 |
| 11 | 12 | 13 | 14 | 15 | 16 | 17 |
| 18 | 19 | 20 | 21 | 22 | 23 | 24 |
| 25 | 26 | 27 | 28 | 29 | 30 | 31 |

| Пн | Вт | Ср | Чт | Пт | Сб | Вс |
| 1  | 2  | 3  | 4  | 5  | 6  | 7  |
| 8  | 9  | 10 | 11 | 12 | 13 | 14 |
| 15 | 16 | 17 | 18 | 19 | 20 | 21 |
| 22 | 23 | 24 | 25 | 26 | 27 | 28 |
| 29 | 30 |    |    |    |    |    |

| Пн | Вт | Ср | Чт | Пт | Сб | Вс |
|    |    | 1  | 2  | 3  | 4  | 5  |
| 6  | 7  | 8  | 9  | 10 | 11 | 12 |
| 13 | 14 | 15 | 16 | 17 | 18 | 19 |
| 20 | 21 | 22 | 23 | 24 | 25 | 26 |
| 27 | 28 | 29 | 30 | 31 |    |    |

| Пн | Вт | Ср | Чт | Пт | Сб | Вс |
|    |    |    |    |    | 1  | 2  |
| 3  | 4  | 5  | 6  | 7  | 8  | 9  |
| 10 | 11 | 12 | 13 | 14 | 15 | 16 |
| 17 | 18 | 19 | 20 | 21 | 22 | 23 |
| 24 | 25 | 26 | 27 | 28 | 29 | 30 |

| Пн | Вт | Ср | Чт | Пт | Сб | Вс |
| 1  | 2  | 3  | 4  | 5  | 6  | 7  |
| 8  | 9  | 10 | 11 | 12 | 13 | 14 |
| 15 | 16 | 17 | 18 | 19 | 20 | 21 |
| 22 | 23 | 24 | 25 | 26 | 27 | 28 |
| 29 | 30 | 31 |    |    |    |    |

| Пн | Вт | Ср | Чт | Пт | Сб | Вс |
|    |    |    | 1  | 2  | 3  | 4  |
| 5  | 6  | 7  | 8  | 9  | 10 | 11 |
| 12 | 13 | 14 | 15 | 16 | 17 | 18 |
| 19 | 20 | 21 | 22 | 23 | 24 | 25 |
| 26 | 27 | 28 | 29 | 30 | 31 |    |

| Пн | Вт | Ср | Чт | Пт | Сб | Вс |
|    |    |    |    |    |    | 1  |
| 2  | 3  | 4  | 5  | 6  | 7  | 8  |
| 9  | 10 | 11 | 12 | 13 | 14 | 15 |
| 16 | 17 | 18 | 19 | 20 | 21 | 22 |
| 23 | 24 | 25 | 26 | 27 | 28 | 29 |
| 30 |    |    |    |    |    |    |

| Пн | Вт | Ср | Чт | Пт | Сб | Вс |
|    | 1  | 2  | 3  | 4  | 5  | 6  |
| 7  | 8  | 9  | 10 | 11 | 12 | 13 |
| 14 | 15 | 16 | 17 | 18 | 19 | 20 |
| 21 | 22 | 23 | 24 | 25 | 26 | 27 |
| 28 | 29 | 30 | 31 |    |    |    |

| Пн | Вт | Ср | Чт | Пт | Сб | Вс |
|    |    |    |    | 1  | 2  | 3  |
| 4  | 5  | 6  | 7  | 8  | 9  | 10 |
| 11 | 12 | 13 | 14 | 15 | 16 | 17 |
| 18 | 19 | 20 | 21 | 22 | 23 | 24 |
| 25 | 26 | 27 | 28 | 29 | 30 |    |

| Пн | Вт | Ср | Чт | Пт | Сб | Вс |
|    |    |    |    |    |    | 1  |
| 2  | 3  | 4  | 5  | 6  | 7  | 8  |
| 9  | 10 | 11 | 12 | 13 | 14 | 15 |
| 16 | 17 | 18 | 19 | 20 | 21 | 22 |
| 23 | 24 | 25 | 26 | 27 | 28 | 29 |
| 30 | 31 |    |    |    |    |    |

## События
- 1493—1593 — Столетняя хорватско-османская война. Серия вооружённых конфликтов между Королевством Хорватия и Османской империей[1].
- 1507—1622 — Португало-персидская война. Ряд вооружённых конфликтов между колониалистской Португалией и вассальным Ормузом, с одной стороны, и Сефевидской империей, поддерживаемой англичанами, с другой[2].
- 1511—1641 — Малайско-португальская война. Вооружённый конфликт XVI-XVII веков, в котором Малаккский султанат при поддержке империи Мин, Голландской Ост-Индской компании (с 1607) и Джохора безуспешно сопротивлялся Португальской империи, стремившейся захватить Малакку и установить контроль над торговлей между Индией и Китаем[3].
- 1566—1609 — первый этап Нидерландской буржуазной революции (Восьмидесятилетняя война). Религиозно-идеологическая, политическая и социально-экономическая борьба Семнадцати провинций за независимость от испанского владычества[4].
- 1575—1577 — закончилось Данцигское восстание. Восстание вольного города Данциг против результатов польско-литовских королевских выборов 1576 года[5].
- 1575—1577 — закончилась чума Святого Карла. Эпидемия чумы, поразившая территории центральной Европы и Северной Италии[6].
- 1576—1577 — закончилась Шестая гугенотская война[7].
  - 14 сентября — подписан Бержеракский договор между королем Франции Генрихом III и лидерами гугенотов, впоследствии подтвержденный эдиктом в Пуатье 17 сентября[8].
- Наместником Нидерландов назначен Хуан Австрийский. Февраль — Хуан согласился принять условия «Гентского умиротворения» и подписал «вечный» эдикт. 
  - 24 июля — Хуан открыто порвал с Генеральными Штатами и начал стягивать войска в Намюр. Волна народных восстаний в стране. В Брюсселе и некоторых других городах созданы революционные «комитеты 18-ти».
  - Осень — Вильгельм прибыл в Брюссель и добился должности руварда (наместника) Брабанта. Отступление испанцев из Брабанта.
  - 28 октября — восстание гентского плебса смело дворянских реакционеров. Герцог Арсхот, лидер дворян, арестован. Власть перешла к «комитету 18-ти». Демократические элементы захватили власть в Аррасе.
- 1577 — Казахско-ногайская война. Вооружённый конфликт Казахского ханства и Ногайской орды[9].
- Два Казацких похода в Молдавию.
- Алтан-хан объявил себя сторонником ламаизма и приступил к строительству монастырей.
- Отплытие экспедиции Фрэнсиса Дрейка.

### Речь Посполитая
- Начало зимы 1577/1578 — король Ливонии Магнус, изменил Ивану Грозному и перешёл на сторону Польши (по другим данным это было в 1578 году).
- 17 июля — каштелян галицкий Ян Сененский от лица короля Стефана Батория подписал договор с турецким Мехмед-пашой, по которому стороны пришли к мирному соглашению и объявили о взаимной поддержке против общих врагов: России и немцев. Турция гарантировала Варшаве невмешательство в войну за Ливонию[10] .
- Стефан Батория вернул под власть Польши Гданьск[11].

## Русское государство
Царствование: 1533—1584 — Иван IV Васильевич Грозный
- 1558—1583 — Ливонская война[12].
- 1577—1582 — началась Русско-польская война. Является частью Ливонской войны[13].
  - 23 января—13 марта — большое русское войско с артиллерией приступают к осаде Колывани (Ревеля)[13].
  - 10 февраля — в боях за Колывань от разрыва пушечного ядра гибнет военачальник царя Иван Васильевич Шереметев Меньшой[13].
  - 13 марта — не добившись успеха под Колыванью, русское войско уходит[13].
  - Апрель — Иван Грозный принимает решение о новом походе на Ливонию. С целью укрепления престижа высшего командования производит ряд воевод в бояре и окольничие[13].
  - 8 июня — Иван Грозный выезжает в Великий Новгород[13].
  - 22 июня — Иван Грозный приезжает из В. Новгорода во Псков[13].
  - 13 июля — Иван Грозный вместе с сыном Иваном Ивановичем выступает во главе 30-и тысячного войска из Пскова в Ливонию, оставив другого сына Фёдора Ивановича в В. Новгороде со своим шуриным Борисом Фёдоровичем Годуновым[13][14].
  - Лето — в результате успешный действий русских войск, Ливония оказывается расчленённой надвое по реке Двина. Большая её часть, за исключением Колывани, отходит Ивану Грозному и его союзнику "ливонскому королю" Магнусу[13].
  - Русскими войсками полностью разрушена крепость Динабург, но по царскому указанию она перенесена заново в 19 км. ниже по точению Даугавы[15].
  - Сентябрь — Иван Грозный вступает в переговоры с новым польским королём Стефаном Батория, о статусе Ливонии и заключении мира[13].
  - Начало зимы 1577/1578 — ситуация в Ливонии меняется из-за измены Магнуса, который вместе с супругой бежит в Польшу к королю Стефану Батория[13].
- 1573—1582 — Война Строгановых. Конфликт между Сибирским ханством и землями Строгановых в Русском царстве за Пермские земли[16].
- 1577—1578 — посольство Квашнина Ждана Ивановича  в Священную Римскую империю к императору Рудольфу II[10].
- Февраль — в Москву проступают сведения о переговорах Стефана Батория с Мурадом III и начавшуюся войну Стефана с Данцигом[10].
- Июнь — Щелкалов Василий Яковлевич, ввиду отсутствия государя в Москве, принимает шведского посла[17].
- 8 декабря — Государь в Москве принимает крымских гонцов Халил-Чилибея "с товарищи" и вскоре дал им "ответный список"[17].
- Донские казаки под предводительством атамана Ермака Тимофеевича ушли с Волги на Каму к Строгановым[18].
- Пожалование Думным дворянином: Воейков Баим Васильевич, Зюзин Василий Григорьевич, Черемисинин Дементий Иванович[19].
- Пожалованы окольничим: Нагой Фёдор Федорович (ум. 1583), Петров Михаил Петрович, Шереметев Фёдор Васильевич[19].
- Пожалованы боярством: Мстиславский Фёдор Иванович, Голицын Василий Юрьевич, Скопин-Шуйский Василий Фёдорович, Шуйский Иван Петрович, Мстиславский Василий Иванович, Борисов Григорий Никитич[19].
- На службу Государю выехал родоначальник дворянского рода: Желтухины[20].
- Местничество: 
  - Боярин Шуйский Иван Петрович и боярин Голицын Иван Юрьевич[21].
  - Волынский Иван и Сабуров Иван[22].
  - Кравчий Годунов Б. Ф. и Сицкий Иван Васильевич (местничество у государева стола)[22].
- Впервые упоминается село Воскресенское (сов. г. Воскресенск)[23].

### Руководители приказов
| Года      | Приказ            | Ф,И,О главы                | Примечания |
| --------- | ----------------- | -------------------------- | ---------- |
| 1577-1594 | Разрядный приказ  | Щелкалов Василий Яковлевич |            |
| 1570-1594 | Посольский приказ | Щелкалов Андрей Яковлевич  |            |
| 1570-1588 | Казанского дворца | Щелкалов Андрей Яковлевич  |            |

## Начало правления
См. также: Список глав государств в 1577 году

## Родились

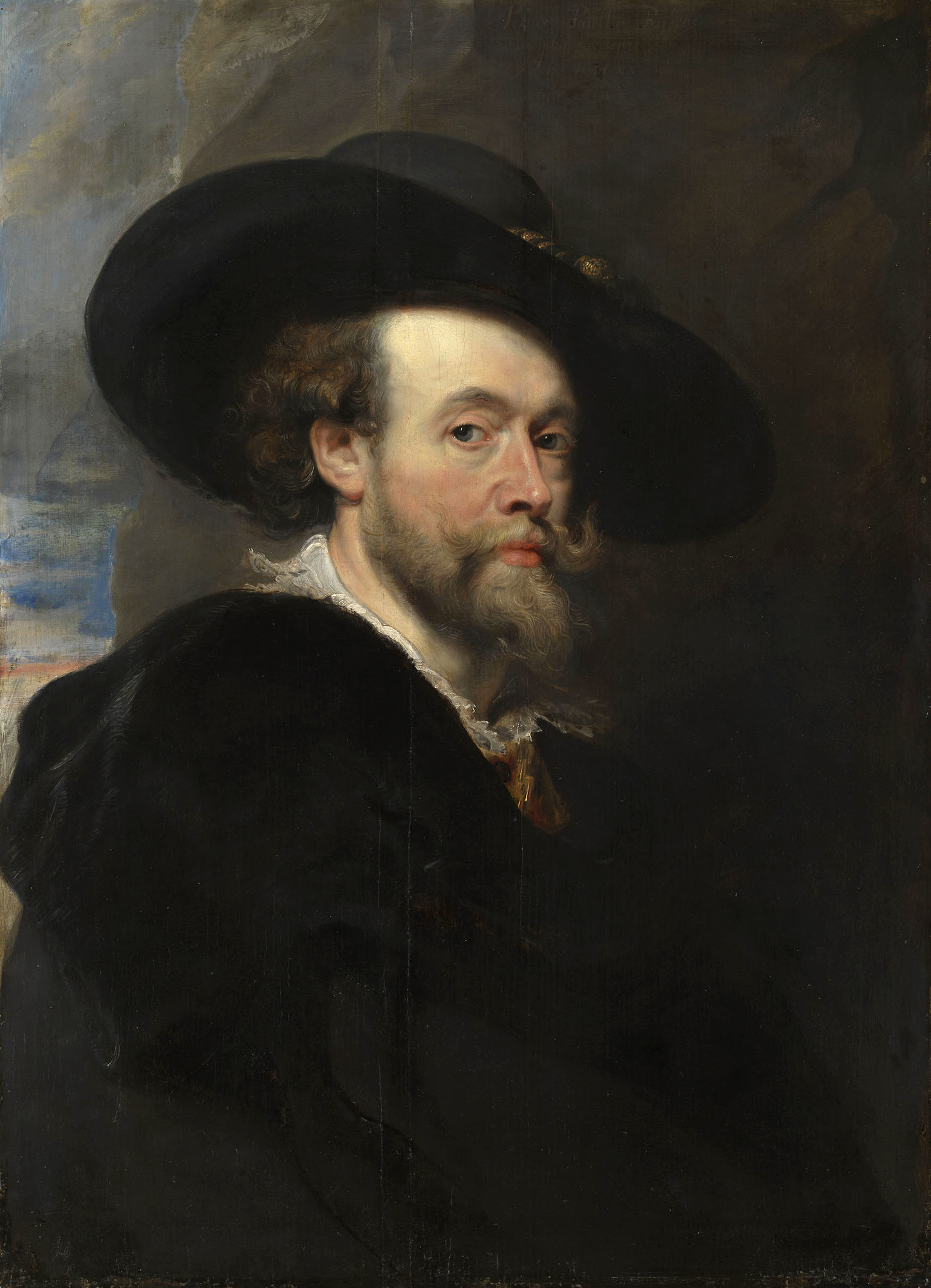
Изображение Питера Пауля Рубенса.

См. также: Категория:Родившиеся в 1577 году
- Осень (возможно 1 (11) ноября) — Пожарский Дмитрий Михайлович, русский военный и государственный деятель, боярин[26].
- Аллори, Кристофано — итальянский живописец.
- Бёртон, Роберт — английский священнослужитель, писатель и учёный.
- Гульдин, Пауль — швейцарский математик и астроном. Его именем названы Теоремы Паппа — Гульдина о площади поверхности вращения и объёме тела вращения.
- Кастелли, Бенедетто — итальянский физик и математик.
- Катс, Якоб — нидерландский поэт.
- Кристиан IV — король Дании и Норвегии с 1588 по 1648 год.
- Кржиштанович, Станислав — польский юрист.
- Леклер дю Трамбле, Франсуа — государственный деятель Франции, монах капуцинского ордена.
- Нобили, Роберто — итальянский миссионер в южной Индии, иезуит.
- Рубенс, Питер Пауль — фламандский) живописец, эпохи барокко.
- Фиделий Сигмарингенский — святой Римско-Католической Церкви, монах, первый мученик монашеского ордена капуцинов, покровитель юристов.
- Хайн, Пит Питерсон — голландский адмирал Вест-Индской Компании и Соединённых провинций, герой восьмидесятилетней войны в Нидерландах, капер.
- Ченчи, Беатриче — жительница Рима, казнённая по обвинению в убийстве собственного отца, предположительно жестокого и распутного человека. Часто используемый образ в литературе и искусстве.

## Скончались

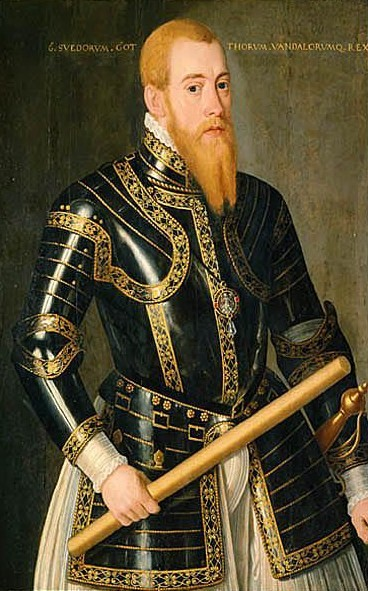
Изображение короля Швеции Эрика XIV.

См. также: Категория:Умершие в 1577 году
- 10 февраля — Шереметев Иван Васильевич Меньшой, боярин (с 1558)[27].
- 26 февраля — Эрик XIV, король Швеции из династии Васа (1560 по 1568)[28].
- 27 мая — Шереметев Иван Васильевич Большой, русский военный и государственный деятель, боярин, при пострижении Иона (с 1571)[29].
- Анна Саксонская — саксонская принцесса, дочь курфюрста Саксонии Морица, вторая жена штатхальтера Нидерландов Вильгельма I Оранского (в 1561—1571).
- Белло, Реми — французский поэт. Близкий друг Пьера Ронсара, член объединения «Плеяда».
- Браво де Саравия, Мельчор — испанский конкистадор, временный вице-король Перу (1552—1556), губернатор Чили (1567—1575).
- Девлет I Герай — хан Крыма в 1551−1577 годах из рода Гераев.
- Инфанта Мария — дочь короля Португалии Мануэла I и его жены Элеоноры Австрийской.
- Исмаил II — шах Персии из династии сефевидов, правивший в 1576/77 годах.
- Маттиоли, Пьетро Андреа — итальянский ботаник и врач, именем которого назван род цветковых растений.
- Монлюк, Блез де — французский полководец, прошедший все ступени воинской лестницы от рядового солдата до маршала Франции.
- Мочениго, Альвизе I — 85-й венецианский дож с 1570 по 1577 год.
- Ребиба, Шипионе — итальянский кардинал Святой Римской Церкви.
- Скаппи, Бартоломео — знаменитый итальянский повар эпохи Возрождения.